# Mount Aaron, Antarktis
Mount Aaron är ett berg i Antarktis. Det ligger på Antarktishalvön i Västantarktis. Argentina, Chile och Storbritannien gör anspråk på området. Toppen på Mount Aaron är 1 324 meter över havet.
Terrängen runt Mount Aaron är kuperad åt nordväst, men åt sydost är den platt. Trakten är obefolkad. Det finns inga samhällen i närheten.